# Kirby’s Dream Land 3
Kirby’s Dream Land 3 (рус. «Страна Снов Кирби 3») — пятая видеоигра-платформер с Кирби в главной роли. В частности это третья игра в серии Kirby’s Dream Land. Хотя первые две игры не имели между собой ничего общего, в Kirby’s Dream Land 3 появлялись персонажи из Kirby's Dream Land 2. Kirby 64: The Crystal Shards стала сиквелом этой игры.
Kirby’s Dream Land 3 стала последней игрой, выпущенной на SNES в Северной Америке. Проблемы с реализацией игры в формате PAL, помешали ей появится на рынках Европы и Австралии в течение многих лет; она наконец была выпущена в виде импорта из Северной Америки 24 июня 2009 года в системе Virtual Console на Wii (24 июля 2009 года) и Wii U (25 июля 2013 года). Kirby’s Dream Land 3 была повторно переиздана для системы Virtual Console 5 января 2009 года в Северной Америке на Wii и 8 мая 2013 года на Wii U. В Японии — 28 апреля 2009 года на Wii и 8 мая 2013 года на Wii U. Она также с пятью играми в серии игр Kirby включена в сборник Kirby's Dream Collection на Nintendo Wii, приуроченный к 20-ти летию Кирби, а также в сборник SNES игр сервиса Nintendo Switch Online для Nintendo Switch.

## Сюжет
После событий Kirby's Dream Land 2 Кирби и Гуи (англ. Gooey) отправились на рыбалку. Неожиданно появилось существо под названием «Тёмная Материя» (англ. Dark Matter) и начало разрушать кольца планеты. После этого Тёмная Материя получает под свой контроль жителей Страны Снов, в том числе Короля Дидиди. Кирби и Гуи объединяются с Риком, Ку и Кайном а также новыми персонажами — Котом Наго (англ. Nago), Птицей Питч (англ. Pitch) и Осьминожкой ЧуЧу (англ. ChuChu).
В игре присутствуют две концовки, основанные на том, собрал ли игрок все Сердечные Звезды. Если игрок не собрал все звезды, Кирби и его друзья сражаются с Королем Дидиди, одержимым Темной Материей. После победы над Королём Дидиди Кирби и Гуи отправляются домой. В конце титров камера поворачивается в сторону гигантского чёрного шара с большим красным глазом. Эта загадочная фигура — Ноль (англ. Zero), лидер Тёмной Материи.
Если собрать все Сердечные Звезды, игрок продолжает сражаться с Дидиди как обычно. После победы Тёмная Материя выселяется из Дидиди и улетает высоко в небо, в место под названием Гипер Зона (англ. Hyper Zone), куда отправляется и Кирби. После битвы с Темной Материей появляется сам Ноль, с которым проходит долгая, тяжёлая битва. После того, как Ноль побежден, мир наконец восстанавливается во вселенной.

## Игровой процесс
Механика данного платформера схожа с механикой других игр про Кирби, также есть схожесть и в способностях, применяемых героем. Кирби может прыгать, нырять, летать, бегать, а также выполнять свою главную способность — вдыхание врагов. Когда Кирби вдыхает врага, он может их как снаряд выплюнуть, так и проглотить. Как правило это не влияет на Кирби, хотя некоторые враги дают специальные способности герою — главная фишка серии игр. Спец. способности заменяют обычные действия Кирби на специальную атаку, в зависимости от того, какого противника герой съел. Например, глотание огня (или персонажа с данной способностью) превращает Кирби в огненный шар.
Ноль — секретный и истинный босс игры; победа над ним — это путь к истинной, хорошей концовке. Ноль принимает форму гигантского глаза с красной радужкой и несет ответственность за вторжение Тёмной Материи в Страну Снов. Ноль славится тем, что является редким примером графического насилия в игре от Nintendo — в сражении с Кирби, у Ноля проявляются порезы на его склере и из них течёт кровь. Когда его здоровье резко падает, его радужка вырывается из остальной части его тела, и кровь течёт повсюду. Разрушенное тело, полное глазных порезов, исчезает и начинается заключительная фаза битвы, в которой Ноль бьёт Кирби, нанося ему ранения. Хотя в конечном счёте Ноль терпит поражение, он снова появляется в Kirby 64 как Ноль Два (англ. Zero Two), сохраняя свою способность плеваться кровью из своего гигантского глаза. В качестве отсылки на предыдущий бой с Кирби, Ноль Два имеет два пластыря на вершине своей «головы», покрывая рану, оставшуюся от его радужки, вырвавшейся из его тела в раннем бою.

### Союзники Кирби
В любое время игры Кирби может призвать персонажа по имени Гуи — синюю каплю с длинным языком, впервые показанной в Kirby's Dream Land 2. Чтобы призвать Гуи, Кирби должен потратить два очка атаки. Управляемый компьютером, Гуи следует за главным героем и помогает ему уничтожить врагов. Гуи также можно управлять с помощью второго игрока. Способности Гуи схожи со способностями Кирби — он может проглотить врагов, используя свой длинный язык, либо выплюнуть их как снаряд. Он может также копировать способности врагов в ограниченной степени. Кирби может вдохнуть Гуи и проглотив его, вернуть себе два очка атак.
В дополнение к Гуи, Кирби может объединится с любым из его 6 друзей, трое из которых представлены в предыдущей игре серии. Дружественная механика предоставлена Кирби для езды, ношения или катания. Также друзья могут использовать способности, применяемые Кирби. Герой может объединится со следующими друзьями:
- Хомяк Рик (англ. Rick the Hamster) — способен прыгать лишь один раз, но может давить врагов, бежать быстрее, не скользить по льду и взбираться на стены.
- Филин Ку (англ. Coo the Owl) — способен быстро летать (даже против сильных порывов ветра) и может позволить Кирби вдыхать в воздухе.
- Океаническая рыба солнце Кайн (англ. Kine the Ocean Sunfish) — способен прыгать лишь один раз, но может давить врагов, эффективнее плавать в воде (даже против сильных течений), и может позволить Кирби вдыхать под водой.
- Трёхцветный Кот Наго (англ. Nago the Calico Cat) — способен давить врагов и совершать тройной прыжок.
- Птица Питч (англ. Pitch the Bird) — имеет наибольшую вариативность в спец. способностях среди Животных — Друзей, но не может летать против сильных ветров, в отличие от Ку, и ограничен в полете из-за его небольшого размера, имея только навыки полёта на уровне навыков плавания Кирби.
- Осьминожка ЧуЧу (англ. Chuchu the Octopus) — способна плавать лишь в течение ограниченного времени, прежде чем постепенно спуститься, но может цепляться и ходить по потолкам а также захватывать предметы своими щупальцами (по аналогии с языком Гуи; в обоих случаях эта функция может использоваться при отсутствии спец. способностей поскольку она заменяет способность Кирби к вдыханию).

## Графика
Kirby’s Dream Land 3 использует технологию SNES, именуемой «Псевдо-высокое разрешение» (технология смешения цветов посредством двумя соседних пикселей), предназначенной для сглаживания спрайтов.
Картридж с игрой также использует технологию «SA-1», позволяющей более быстрыми темпами обрабатывать данные игры, что было необходимо для большого числа растровых изображений и специальных эффектов и ускорения разработки.

## Критика
| Сводный рейтинг    | Сводный рейтинг |
| Агрегатор          | Оценка          |
| ------------------ | --------------- |
| GameRankings       | 66,25 %         |
| MobyRank           | 78/100          |
| Иноязычные издания |                 |
| Издание            | Оценка          |
| AllGame            | [ 4 ]           |
| Eurogamer          | 7/10            |
| IGN                | 7,0/10          |
| Nintendo Power     | 6,5/10          |

Kirby’s Dream Land 3 получила смешанные отзывы от критиков и поклонников. Поскольку игра была выпущена в тесной связи с Kirby Super Star, критики и поклонники призывали разработчиков не использовать стиль той игры в игровом процессе, а делать упор на более простой геймплей Kirby's Dream Land 2. IGN оставил положительный отзыв для версии на Virtual Console, отметив что «Это не Super Star. Но как только обращайте внимание на неё, то вы можете оценить игру такой, какая она есть — прямое номерное продолжение серии, начавшейся на Game Boy».". Nintendo Life оценил игру на 6 из 10, раскритиковав её за низкую сложность, но похвалив за стильную графику. Однако другой рецензент с того же сайта дал переизданию на Virtual Console оценку 7 из 10, назвав «Dream Land 3» «привлекательным игровым опытом» и «достойным продолжением».
В 2012 году сайт GamesRadar поместил Kirby’s Dream Land 3 на 4 место в списке «Лучших игр серии Kirby».

## Заметки
1. ↑  Известная в Японии как Hoshi no Kirby 3 (яп. 星のカービィ3 Хоси но Ка:би: Сури:, рус. «Звезда Кирби 3»)